# 丽江山荆子
丽江山荆子（学名：Malus rockii）为蔷薇科苹果属的植物。分布在中国大陆的西藏、四川、云南等地，生长于海拔2,400米至3,800米的地区，多生长在生山谷杂木林中，目前已由人工引种栽培。

## 别名
喜马拉雅山荆子（中国树木分类学）